# Roger (aviation)
Pour les articles homonymes, voir Roger.
« Roger » ou « Roger that » est une ancienne expression des Forces armées des États-Unis (Joint Army/Navy Phonetic Alphabet) ainsi que de la phraséologie de l'aviation anglophone mis en place en 1941, avant d'étre remplacée par l'alphabet phonétique de l'OTAN en 1956. "Roger" a été remplacé par "Romeo" (prononcé [ˈromio]).
Il correspond au mot codant la lettre « R » (pour received, reçu).